# آتش‌سوزی هتل کارتالکایا
آتش‌سوزی هتل کارتالکایا ۲۰۲۵ (انگلیسی: 2025 Kartalkaya hotel fire) اشاره به رخداد آتش‌سوزی در هتل گراند کارتال در پیست اسکی کارتالکایا در استان بولی، ترکیه دارد. این حادثه که در تاریخ ۲۱ ژانویه ۲۰۲۵ به وقوع پیوست، دست کم ۷۹ کشته و ۵۱ زخمی برجای گذاشت.